# スタディオ・サン・フィリッポ＝フランコ・スコーリオ
スタディオ・サン・フィリッポ＝フランコ・スコーリオ（Stadio San Filippo-Franco Scoglio）は、イタリア・シチリア州メッシーナにあるサッカー専用スタジアム。ACRメッシーナがホームスタジアムとして使用している。

## 概要
1991年1月に建設工事が開始したものの、ACRメッシーナの破産などが影響して2000年の再開まで工事が数年に渡ってストップした。シチリア州最大となる42,000人収容のスタジアムとして、2004年8月17日、ACRメッシーナ対ユヴェントスFCの親善試合でこけら落としとなった。なお、試合はエメルソンの決勝点によってユヴェントスが1-0で勝利した。
スタジアム最初の公式戦は2004年8月22日に行われたコッパ・イタリアのチッタ・ディ・アチレアーレ1946戦であり、 メッシーナが柳沢敦の得点を含む4-0で大勝した。
2004年の開場から2016年まではスタジアムのある土地から取られたスタディオ・サン・フィリッポ (Stadio San Filippo)と呼ばれていたが、2016年2月、ACRメッシーナの監督を務めたフランコ・スコーリオの名前をスタジアムに冠することをメッシーナ市長が決定し、スタディオ・サン・フィリッポ＝フランコ・スコーリオ (Stadio San Filippo-Franco Scoglio)と命名された。

## 開催された主な試合

### サッカー
- 国際Aマッチ

| 日付           | ホームチーム | 結果 | アウェーチーム | ラウンド |
| -------------- | ------------ | ---- | -------------- | -------- |
| 2004年11月17日 | イタリア     | 1-0  | フィンランド   | 親善試合 |

## ギャラリー

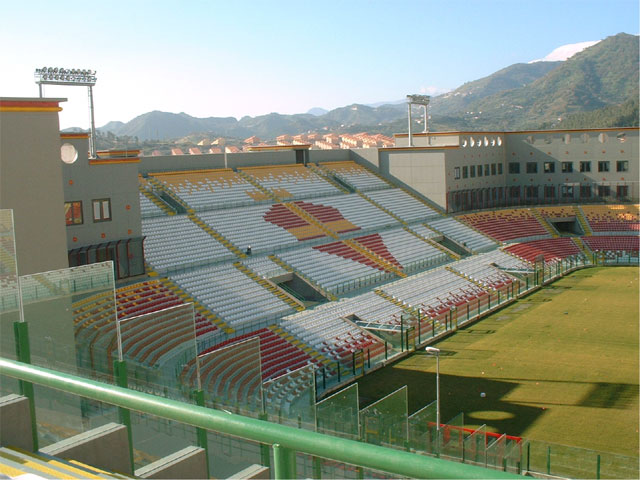
南スタンド
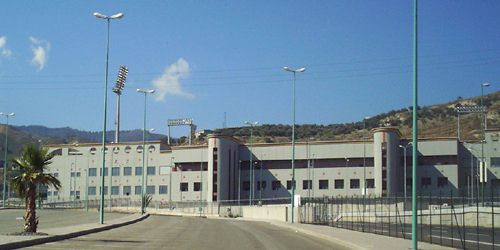
南スタンドの外観
北スタンド
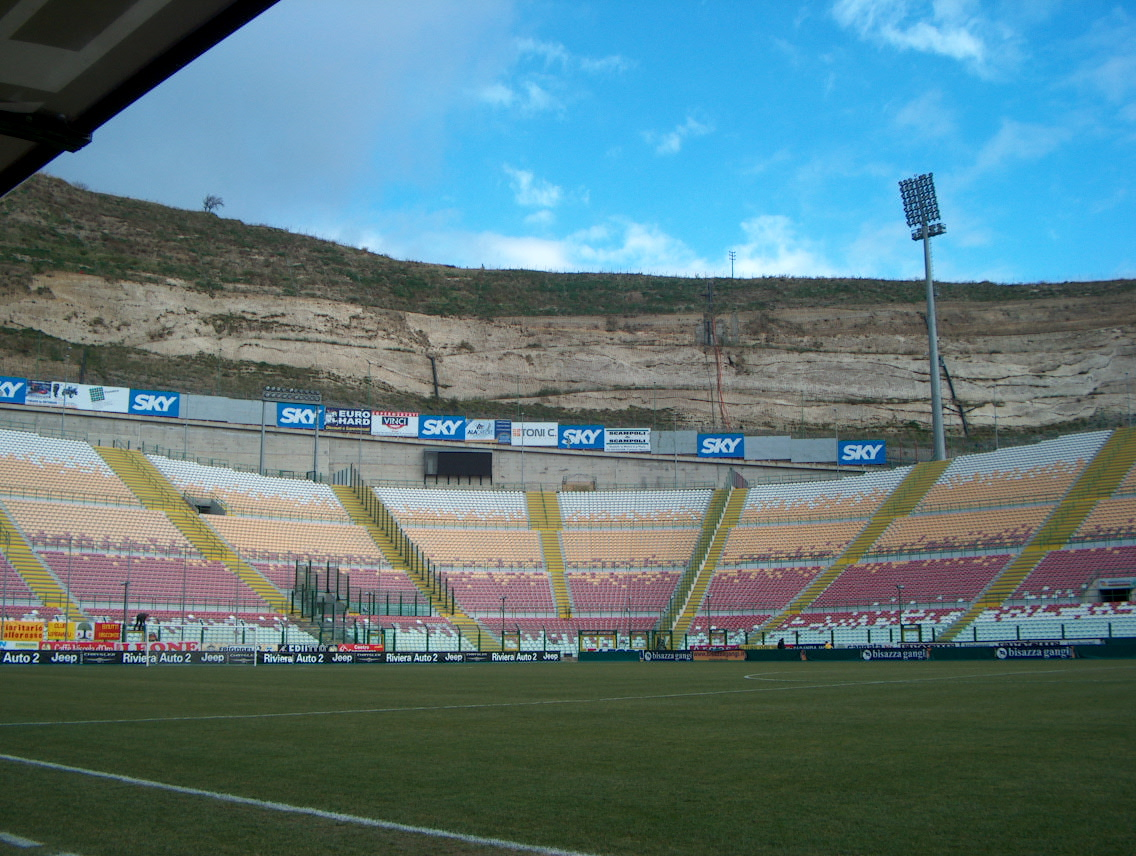
内観 (2005年)
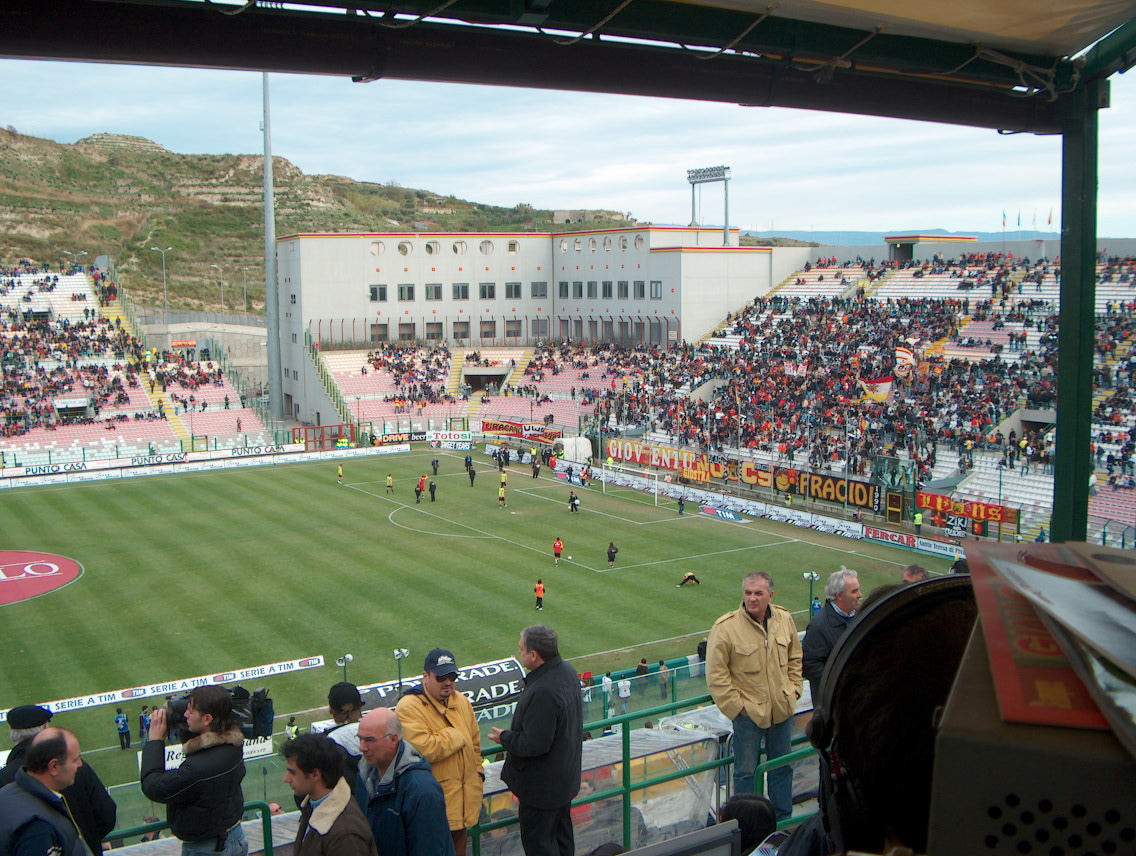
西スタンドのからの眺め
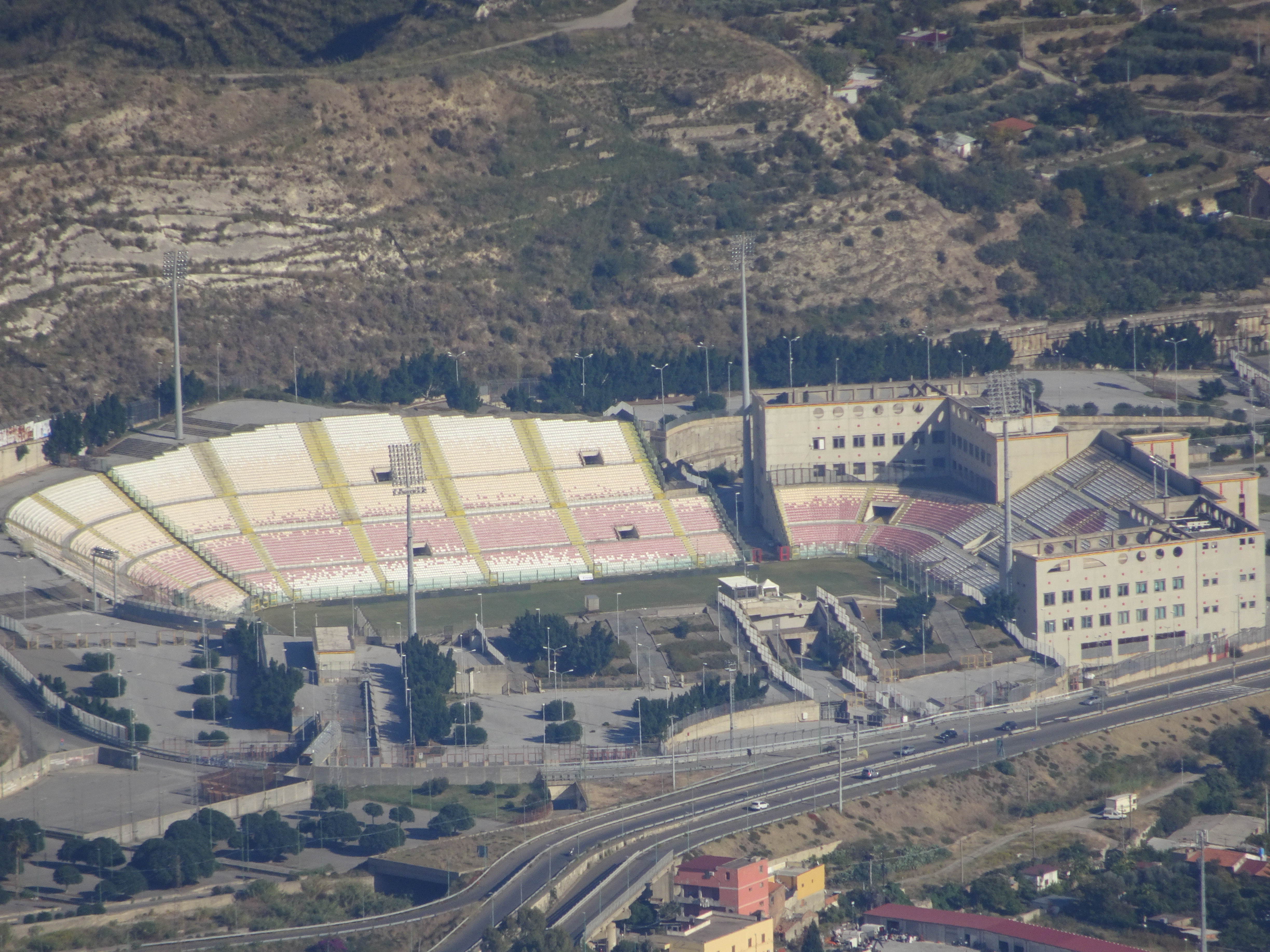
スタジアムの空撮